# Liang Wudi
Liang Wudi chiń. 梁武帝, (ur. 464, zm. 549) – pierwszy cesarz z dynastii Liang, panujący w latach 502–549.

## Zdobycie władzy
Xiao Yan należał do rodu panującego Południowej dynastii Qi i za rządów swojego kuzyna, cesarza Xiao Baojuana (498–501), był namiestnikiem prowincji Yong, ze stolicą w Xiangyangu. Cesarz był młody, niedoświadczony i podejrzliwy, zaś jego próby zapobiegania spiskom przez coraz częstsze egzekucje prowadziły do kolejnych rewolt namiestników. Kiedy cesarz zabił starszego brata Xiao Yana, Xiao Yi, ten pod koniec 500 roku rozpoczął bunt. Na swoim terytorium udało mu się zmobilizować armię liczącą około 30 tys. piechoty i 5 tys. jazdy. Xiao Baojun wysłał do swojego brata, Xiao Baoronga (501–502), który był namiestnikiem prowincji Jing (ze stolicą w dzisiejszym Jingzhou), rozkaz połączenia jego armii ze swoimi siłami. Jednak armia prowincji Jing zamordowała swojego dowódcę i przeszła na stronę Xiao Yana. W roku 501 szesnastoletni Xiao Baorong został ogłoszony cesarzem He, czemu towarzyszyła deklaracja, że Xiao Baojuan nie jest godny sprawowania tej funkcji, i odtąd Xiao Yan formalnie działał w imieniu nowego władcy. Namiestnik prowincji Jiang poddał mu się bez walki, a tak samo uczynili mieszkańcy miasta Gushu (dzisiejsze Ma’anshan), kiedy uciekł jego komendant. W październiku 501 roku Xiao Yan stanął pod stołecznym Jiankangiem (obecnie Nankin), i po dwóch miesiącach bramy miasta otworzyli mu podwładni Xiao Baojuana, którzy wcześniej go zabili. Xiao Yan początkowo przyjął jedynie tytuł Księcia (gong) Liang, uczynił to jednak bez uzyskania wymaganej dla takiego aktu zgody nowego cesarza, który tym samym został całkowicie zignorowany. Ostatecznie w roku 502 Xiao Yan wydał edykt mianujący go cesarzem i proklamował nową dynastię Liang, zaś Xiao Baorong niedługo potem został zamordowany.

## Historia panowania
Początek panowania Xiao Yana naznaczony był wojną z Północną dynastią Wei (386–535), ciągnącą się jeszcze od czasów Południowej dynastii Qi. W roku 505 wojska Liang przedsięwzięły ofensywę w kierunku północnym, jednak dotarły nie dalej niż do rejonu rzeki Huai. Kiedy jednak po odparciu tej inwazji siły Wei próbowały w roku 507 zdobyć miasto Zhongli (dzisiejsze Bengbu), poniosły druzgocącą klęskę. Sytuacja Południa pogorszyła się, kiedy tubylcze plemiona, nakłonione do tego przez wysłanników Północy, podniosły rebelię. W jej wyniku władza dynastii Liang nad górnym biegiem Jangcy znacznie osłabła i siła Południa bardziej niż kiedykolwiek została ograniczona do regionu Jiankangu. 
W roku 514 cesarz rozpoczął budowę gigantycznej tamy na rzece Huai, która miała zagrozić zatopieniem miasta Shuoyang, i tym samym umożliwić jego zdobycie. Jednak ostatecznie po ukończeniu tama doprowadziła nie do zatopienia wrogiego miasta, ale jej budowniczych, i całe przedsięwzięcie zakończyło się ogromnymi stratami i spektakularnym fiaskiem. Tymczasem za panowania małoletniego Yuan Xu (515–528) państwo Północnej dynastii Wei pogrążało się w coraz głębszej anarchii. Wykorzystując to, w roku 528 siły dynastii Liang zajęły Luoyang, lecz jeszcze w tym samym roku zostały z niego przepędzone przez faktycznego władcę północnych Chin, generała Erzhu Ronga. Jednakże w wyniku dalszych walk wewnętrznych państwo Północnej dynastii Wei w roku 535 rozpadło się na Zachodnie Wei i Wschodnie Wei.
W roku 547 we Wschodnim Wei zmarł jego faktyczny władca, Gao Huan, i generał Hou Jing podniósł bunt przeciwko jego synowi Gao Chengowi. Dla wzmocnienia swojej pozycji przeszedł on na stronę Zachodniego Wei, jednak niezadowolony z otrzymanego stanowiska zaoferował on przejście wraz z opanowanymi przez siebie terenami na stronę dynastii Liang. Cesarz zaakceptował tę propozycję i wkrótce Hou Jing został wzmocniony posiłkami od swojego nowego władcy. Mimo to poniósł on druzgocącą klęskę w walce z siłami Wschodniego Wei. W nowej sytuacji cesarz i jego doradcy zastanawiali się, czy nie przyjąć propozycji Gao Chenga, który chciał wymiany wziętego do niewoli generała z Południa na Hou Jina. Zanim jednak mogło dojść do realizacji tych planów, świadomy niebezpieczeństwa Hou Jing podniósł bunt, sprzymierzając się z niechętnym cesarzowi księciem Xiao Zhengde. Ten ostatni został ogłoszony cesarzem i w roku 548 Hou Jing zaatakował nieprzygotowany do obrony Jiankang na czele kilku tysięcy ludzi. Kilku cesarskich książąt zdecydowało się nie interweniować, czekając na to, aż cesarz upadnie i będą mogli zająć jego miejsce. Inni przysłali najemne oddziały, które jednak wolały bardziej zająć się plądrowaniem okolicy, niż niebezpiecznym zadaniem przełamania oblężenia. W rezultacie w roku 549 Hou Jing zdobył Jiankang i zabił cesarza.

## Religia, kultura i gospodarka za panowania Liang Wudi
Liang Wudi uważany jest za największego z cesarskich protektorów buddyzmu w historii Chin. Zainteresowanie tą religią w jego przypadku miało swój początek w spotkaniu buddyjskich mnichów na dworze księcia Jinglingu, Xiao Zilianga, jeszcze za panowania Południowej dynastii Qi. Jako cesarz złagodził on prawo karne w duchu buddyjskim, minimalizując stosowanie tortur, kary śmierci i innych okrutnych kar. On sam nie jadł mięsa i nie pił alkoholu. Organizował tzw. "otwarte zgromadzenia" (wuzhe dahui), podczas których spotykali się zarówno świeccy, jak i mnisi, mężczyźni i kobiety, niezależnie od ich społecznej pozycji. Czasami cesarz wygłaszał podczas nich wykłady na temat buddyjskiej doktryny, a czterokrotnie ogłaszał, że rezygnuje z władzy i zostaje mnichem służącym w zbudowanej przez siebie świątyni Tongtai. Za każdym razem, zgodnie z oczekiwaniem cesarza, jego urzędnicy wykupywali go ze służby w świątyni za gigantyczne sumy pochodzące ze skarbu państwa. Po każdym wykupieniu następowała pełna ceremonia ponownego objęcia tronu. Zachowanie cesarza miało swoje precedensy w historii indyjskiego buddyzmu  i mogło być zainspirowane nowo przełożoną Legendą o królu Aśoce. Jego celem było dostarczenie pieniędzy na propagowanie buddyzmu. Według współczesnych historyków Liang Wudi "ogłaszając się jednocześnie bodhisattwą i cesarzem, rościł sobie prawo do władzy zarówno nad mnichami, jak i świeckimi, i poszukiwał sposobu zwiększenia sakralnego i świeckiego autorytetu dynastii".
Cesarz był także utalentowanym pisarzem i znaczna część jego twórczości przetrwała do dzisiaj. Za jego panowania kwitła literatura, której ważnymi mecenasami oprócz samego cesarza byli jego synowie i kolejni następcy tronu, Xiao Tong i Xiao Gang (549–551). Generalnie panowanie Liang Wudi było "być może najdłuższym okresem ogólnego spokoju i pomyślności w historii dynastii południowych". Świadectwem wzrostu gospodarczego był ostateczny powrót do gospodarki pieniężnej, po jej załamaniu się po upadku dynastii Han. Liang Wudi rozpoczął emisje pieniądza już na początku swoich rządów, a w roku 523 posunął się nawet do płacenia pensji wyłącznie w pieniądzu wszystkim swoim urzędnikom. Późniejsze źródła stwierdzają, że większość zurbanizowanych regionów południa używa pieniądza, z wyjątkiem położonych na dalekim południu Kantonu i Jiaozhou, które używają złota i srebra zgromadzonego w wyniku zagranicznego handlu. Panowanie Liang Wudi było zatem okresem rozkwitu gospodarki miejskiej i początkiem upadku znaczenia starych, lokalnych wielkich rodów, które opierały swoją potęgę na posiadaniu ziemi.